# Lijst van voetbalinterlands Australië - Koeweit
Deze lijst van voetbalinterlands is een overzicht van alle officiële voetbalwedstrijden tussen de nationale teams van Australië en Koeweit. De landen speelden tot op heden veertien keer tegen elkaar. De eerste ontmoeting, een kwalificatiewedstrijd voor het Wereldkampioenschap voetbal 1978, werd gespeeld in Sydney op 16 oktober 1977. Het laatste duel, een kwalificatiewedstrijd voor het Wereldkampioenschap voetbal 2022, vond plaats op 3 juni 2021 in Koeweit.

## Wedstrijden
| №  | Plaats       | Datum             | Competitie                 | Wedstrijd           | Uitslag |
| -- | ------------ | ----------------- | -------------------------- | ------------------- | ------- |
| 1  | Sydney       | 16 oktober 1977   | WK 1978 kwalificatie       | Australië – Koeweit | 1 – 2   |
| 2  | Koeweit      | 19 november 1977  | WK 1978 kwalificatie       | Koeweit – Australië | 1 – 0   |
| 3  | Singapore    | 16 april 1993     | Vriendschappelijk          | Koeweit – Australië | 0 – 1   |
| 4  | Singapore    | 19 april 1993     | Vriendschappelijk          | Koeweit – Australië | 3 – 1   |
| 5  | Kuala Lumpur | 24 september 1994 | Vriendschappelijk          | Koeweit – Australië | 0 – 0   |
| 6  | Dubai        | 4 oktober 2000    | Vriendschappelijk          | Koeweit – Australië | 0 – 1   |
| 7  | Sydney       | 16 augustus 2006  | Azië Cup 2007 kwalificatie | Australië – Koeweit | 2 – 0   |
| 8  | Koeweit      | 6 september 2006  | Azië Cup 2007 kwalificatie | Koeweit – Australië | 2 – 0   |
| 9  | Canberra     | 5 maart 2009      | Azië Cup 2011 kwalificatie | Australië – Koeweit | 0 – 1   |
| 10 | Koeweit      | 6 januari 2010    | Azië Cup 2011 kwalificatie | Koeweit – Australië | 2 – 2   |
| 11 | Melbourne    | 9 januari 2015    | Azië Cup 2015              | Australië − Koeweit | 4 − 1   |
| 12 | Koeweit      | 15 oktober 2018   | Vriendschappelijk          | Koeweit − Australië | 0 − 4   |
| 13 | Koeweit      | 10 september 2019 | WK 2022 kwalificatie       | Koeweit – Australië | 0 – 3   |
| 14 | Koeweit      | 3 juni 2021       | WK 2022 kwalificatie       | Koeweit − Australië | 0 − 3   |

## Samenvatting
| Competitie            | Totaal gespeeld | Winst Australië | Gelijk | Winst Koeweit | Doelsaldo Australië – Koeweit |
| --------------------- | --------------- | --------------- | ------ | ------------- | ----------------------------- |
| WK-kwalificatie       | 4               | 2               | 0      | 2             | 7 − 3                         |
| Azië Cup              | 1               | 1               | 0      | 0             | 4 − 1                         |
| Azië Cup-kwalificatie | 4               | 1               | 1      | 2             | 4 − 5                         |
| Vriendschappelijk     | 5               | 3               | 1      | 1             | 7 − 3                         |
| Totaal                | 14              | 7               | 2      | 5             | 22 − 12                       |

Wedstrijden bepaald door strafschoppen worden, in lijn met de FIFA, als een gelijkspel gerekend.

## Details

### Tiende ontmoeting
| Kwalificatie Azië Cup 2011 (Koeweit-Stad, Koeweit, 6 januari 2010): |       |                                     |
| Koeweit                                                             | 2 – 2 | Australië                           |
| Hamad Al-Enezi 40' Mesaed Al-Enezi 44'                              | goals | 3' Luke Wilkshire 5' Dean Heffernan |

### Elfde ontmoeting
| Azië Cup 2015 (Melbourne, Australië, 9 januari 2015):                        |       |                   |
| Australië                                                                    | 4 – 1 | Koeweit           |
| Tim Cahill 33' Massimo Luongo 45' Mile Jedinak 62' (pen.) James Troisi 90+2' | goals | 8' Hussein Fadhel |

FFA · A-internationals · Selecties · Bondscoaches · Australisch vrouwenelftal · Australië U21 · Australië U20 · Australië U19 · Australië U18 · Australië U17
1920 – 1929 · 
1930 – 1939 · 
1940 – 1949 · 
1950 – 1959 · 
1960 – 1969 · 
1970 – 1979 · 
1980 – 1989 · 
1990 – 1999 · 
2000 – 2009 · 
2010 – 2019 ·
2020 − 2029
WK 1974 ·
WK 2006 ·
WK 2010 · 
WK 2014 · 
WK 2018
OS 1956 · 
OS 1988 · 
OS 1992 · 
OS 1996 · 
OS 2000 · 
OS 2004 · 
OS 2008 · 
OS 2020
1922 ·
1923 · 
1924 · 
1925–1932 ·
1933 ·
1934–1935 ·
1936 ·
1937 ·
1938 ·
1939–1946 ·
1947 · 
1948 · 
1949 ·
1950 · 
1951–1953 ·
1954 · 
1955 · 
1956 · 
1957 ·
1958 · 
1959–1964 · 
1965 · 
1966 ·
1967 ·
1968 ·
1969 · 
1970 · 
1971 ·
1972 · 
1973 · 
1974 · 
1975 · 
1976 · 
1977 · 
1978 · 
1979 · 
1980 · 
1981 · 
1982 · 
1983 · 
1984 · 
1985 · 
1986 · 
1987 · 
1988 · 
1989 · 
1990 · 
1991 · 
1992 · 
1993 · 
1994 · 
1995 · 
1996 · 
1997 · 
1998 · 
1999 · 
2000 · 
2001 · 
2002 · 
2003 · 
2004 · 
2005 · 
2006 · 
2007 · 
2008 · 
2009 · 
2010 · 
2011 · 
2012 · 
2013 ·
2014 · 
2015 · 
2016 ·
2017 ·
2018 ·
2019 ·
2020 ·
2021
Amerikaans-Samoa ·
Argentinië ·
Bahrein ·
Bangladesh ·
België ·
Brazilië ·
Bulgarije ·
Cambodja ·
Canada ·
Chili ·
China ·
Colombia ·
Cookeilanden ·
Costa Rica ·
DDR ·
Denemarken ·
Duitsland ·
Ecuador ·
Egypte ·
Engeland ·
Fiji ·
Filipijnen ·
Frankrijk ·
Ghana ·
Griekenland ·
Guam ·
Honduras ·
Hongarije ·
Hongkong ·
Ierland ·
India ·
Indonesië ·
Irak ·
Iran ·
Israël ·
Italië ·
Jamaica ·
Japan ·
Jordanië ·
Kameroen ·
Kenia ·
Kirgizië ·
Koeweit ·
Kroatië ·
Libanon ·
Liechtenstein ·
Maleisië ·
Marokko ·
Mexico ·
Nederland ·
Nepal ·
Nieuw-Caledonië ·
Nieuw-Zeeland ·
Nigeria ·
Noord-Ierland ·
Noord-Korea ·
Noord-Macedonië ·
Noorwegen ·
Oezbekistan ·
Oman ·
Palestina ·
Papoea-Nieuw-Guinea ·
Paraguay ·
Peru ·
Polen ·
Qatar ·
Roemenië ·
Salomonseilanden ·
Samoa ·
Saoedi-Arabië ·
Schotland ·
Servië ·
Singapore ·
Slovenië ·
Slowakije ·
Spanje ·
Syrië ·
Tadzjikistan ·
Tahiti ·
Taiwan ·
Thailand ·
Tonga ·
Tsjechië ·
Tsjecho-Slowakije ·
Tunesië ·
Turkije ·
Uruguay ·
Vanuatu ·
Venezuela ·
Verenigde Arabische Emiraten ·
Verenigde Staten ·
Vietnam ·
Wales ·
Zimbabwe ·
Zuid-Afrika ·
Zuid-Korea ·
Zuid-Vietnam ·
Zweden ·
Zwitserland
Amerikaans-Samoa (2001) · 
Argentinië (2022) ·
Brazilië (1997) · 
Brazilië (2006) · 
Chili (2014) · 
Denemarken (2018) · 
Denemarken (2022) · 
Duitsland (2010) · 
Frankrijk (2018) · 
Italië (2006) · 
Japan (2006) · 
Kroatië (2006) · 
Nederland (2014) · 
Peru (2018) · 
Spanje (2014) · 
Zuid-Korea (2015, 2)
KFA · A-internationals · Bondscoaches · Statistieken · Koeweits vrouwenelftal · Koeweit U21 · Koeweit U20 · Koeweit U19 · Koeweit U18 · Koeweit U17
1960 – 1969 · 
1970 – 1979 · 
1980 – 1989 · 
1990 – 1999 · 
2000 – 2009 · 
2010 – 2019 ·
2020 − 2029
WK 1982
OS 1980 ·
OS 1992 ·
OS 2000
1961 · 
1962 · 
1963 · 
1964 · 
1965 · 
1966 · 
1967 · 
1968 · 
1969 · 
1970 · 
1971 · 
1972 · 
1973 · 
1974 · 
1975 · 
1976 · 
1977 · 
1978 · 
1979 · 
1980 · 
1981 · 
1982 · 
1983 · 
1984 · 
1985 · 
1986 · 
1987 · 
1988 · 
1989 · 
1990 · 
1991 · 
1992 · 
1993 · 
1994 · 
1995 · 
1996 · 
1997 · 
1998 · 
1999 · 
2000 · 
2001 · 
2002 · 
2003 · 
2004 · 
2005 · 
2006 · 
2007 · 
2008 · 
2009 · 
2010 · 
2011 · 
2012 · 
2013 ·
2014 ·
2015 ·
2016 ·
2017 ·
2018 ·
2019 ·
2020 ·
2021 ·
2022
Afghanistan ·
Algerije ·
Armenië ·
Australië ·
Azerbeidzjan ·
Bahrein ·
Bangladesh ·
Bhutan ·
Bosnië en Herzegovina ·
Bulgarije ·
Cambodja ·
China ·
Colombia · 
Cyprus ·
DDR ·
Duitsland ·
Ecuador ·
Egypte ·
Engeland ·
Filipijnen ·
Finland ·
Frankrijk ·
Hongarije · 
Hongkong ·
IJsland ·
India ·
Indonesië ·
Irak ·
Iran ·
Ivoorkust ·
Japan ·
Jemen ·
Jordanië ·
Kameroen ·
Kazachstan ·
Kenia ·
Kirgizië ·
Laos ·
Letland ·
Libanon ·
Libië ·
Litouwen ·
Macau ·
Maleisië ·
Mali ·
Malta ·
Marokko ·
Mongolië ·
Myanmar ·
Nepal ·
Nieuw-Zeeland ·
Noord-Korea ·
Noorwegen ·
Oeganda ·
Oezbekistan ·
Oman ·
Pakistan ·
Palestina ·
Polen ·
Portugal ·
Qatar ·
Saoedi-Arabië ·
Singapore ·
Slowakije ·
Soedan ·
Sovjet-Unie ·
Syrië ·
Tadzjikistan ·
Taiwan ·
Thailand ·
Trinidad en Tobago ·
Tsjechië ·
Tsjecho-Slowakije ·
Tunesië ·
Turkmenistan ·
Verenigde Arabische Emiraten ·
Verenigde Staten ·
Vietnam ·
Wales ·
Zambia ·
Zimbabwe ·
Zuid-Korea ·
Zuid-Vietnam
Engeland (1982) · 
Frankrijk (1982) · 
Tsjecho-Slowakije (1982)